# 埃斯皮府
埃斯皮府（hôtel d'Espie）是法国奥克西塔尼大区上加龙省 图卢兹的一座18世纪法式府邸，位于圣埃蒂安区图卢兹术士街（rue Mage）3号，被认为是图卢兹最美丽的民用建筑。目前是比利时 领事馆。

## 历史
埃斯皮府建于1750年，业主为费利克斯•弗朗索瓦•德埃斯皮（Félix-François d'Espie ，1708-1792）。埃斯皮家族在17世纪初在葡萄牙发财。费利克斯是让三世和卡塔琳娜的儿子，出生于里斯本，6岁时被派往图卢兹。
1755年里斯本大地震摧毁了埃斯皮家族，费利克斯•弗朗索瓦退到了他在圣Lys的庄园，府邸以46000 livres 的价格出售。

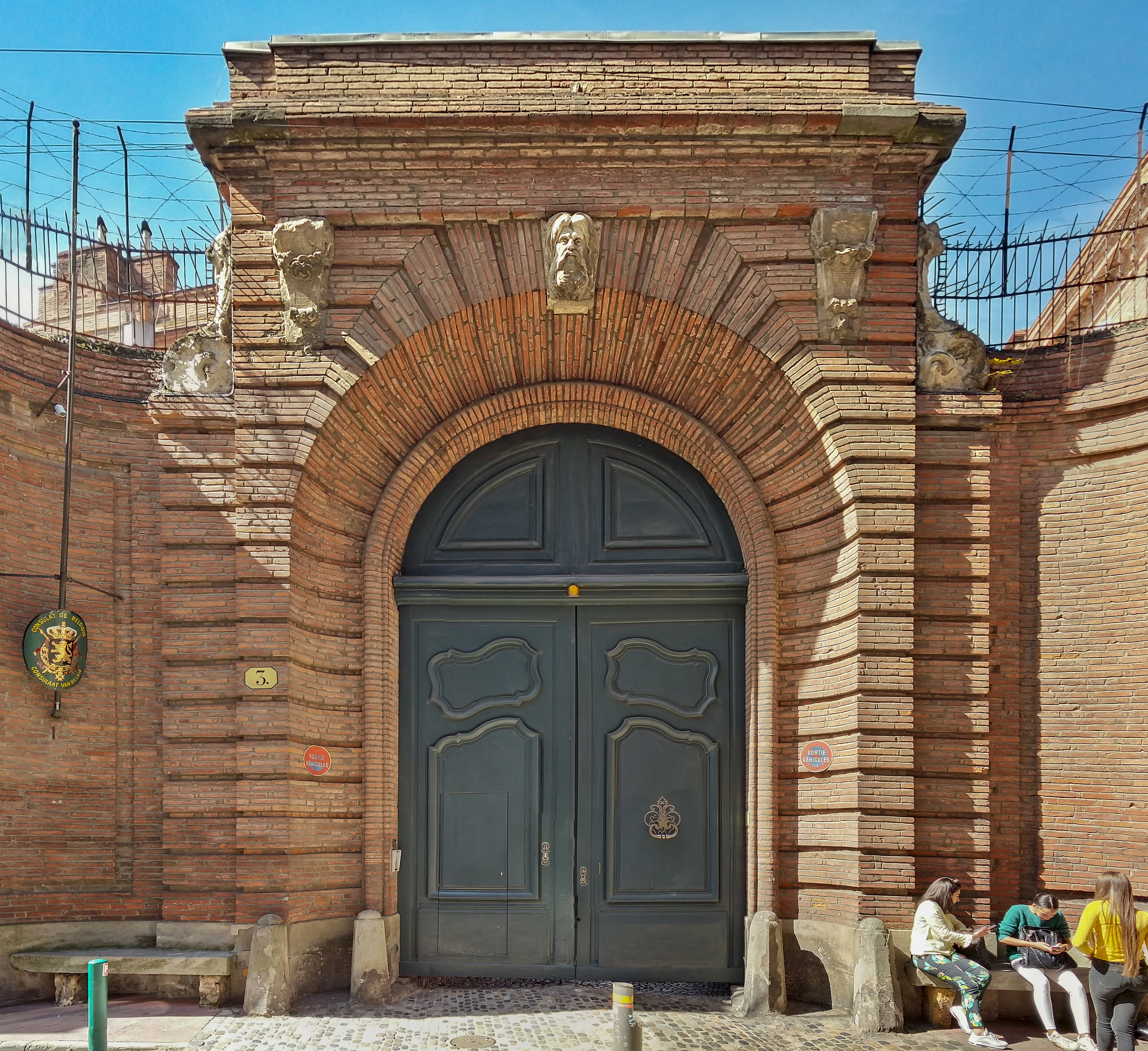
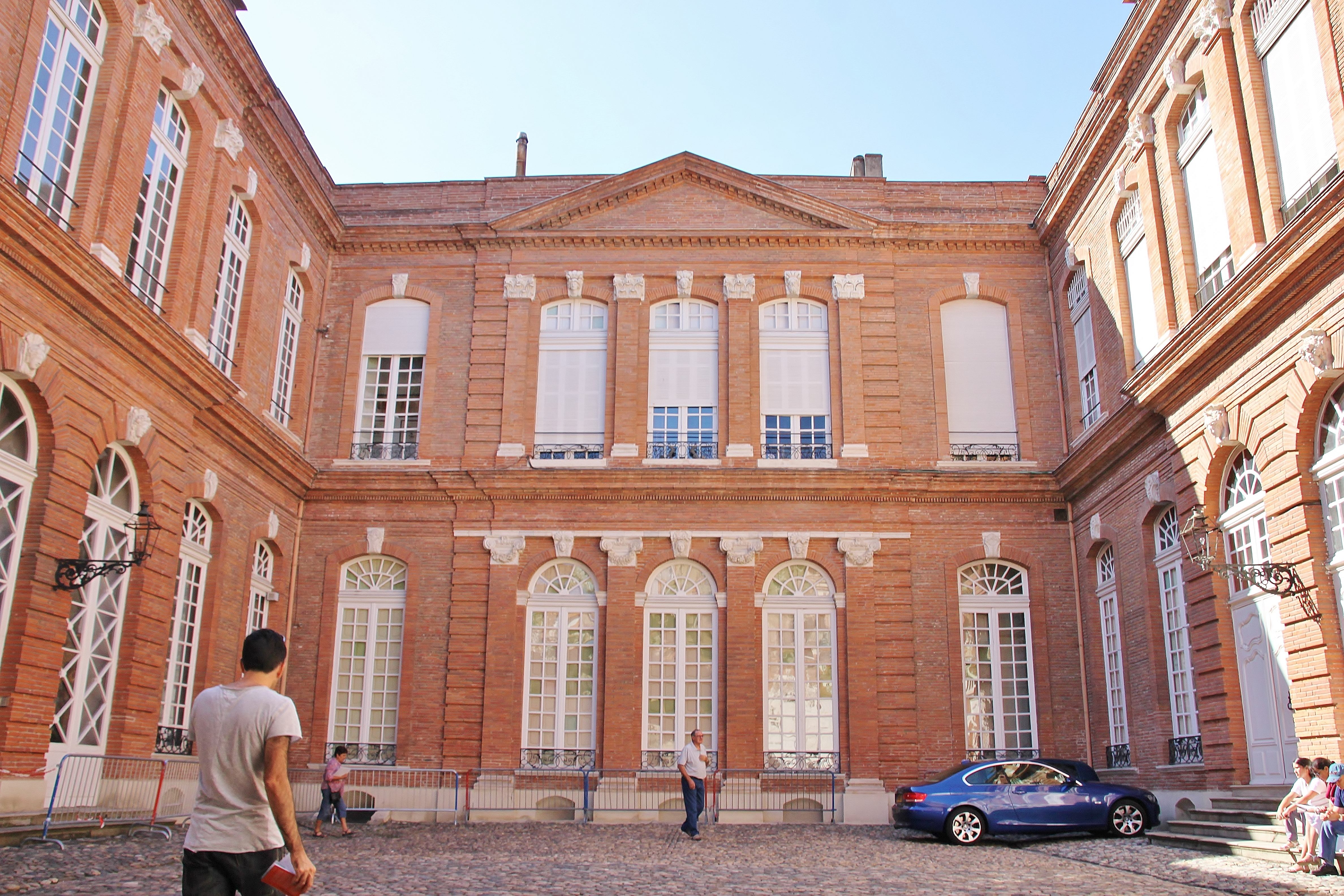

1992年，该建筑公布为法国历史遗迹 。